# 17101 Sakenova
17101 Sakenova è un asteroide della fascia principale. Scoperto nel 1999, presenta un'orbita caratterizzata da un semiasse maggiore pari a 2,2670620 UA e da un'eccentricità di 0,1112337, inclinata di 5,21931° rispetto all'eclittica. Ha un diametro di 3,225 km e un periodo di rotazione di 55,3261 ore.